# Antoni Jan Pakosławski
Antoni Jan Pakosławski herbu Prawdzic – sędzia grodzki lubelski w latach 1744–1746, regent grodzki żydaczowski w 1742 roku.